# George Dunlop
George Dunlop (Belfast, 16 gennaio 1951) è un ex calciatore nordirlandese, di ruolo portiere.

## Carriera
Con la Nazionale nordirlandese ha preso parte ai Mondiali 1982.

## Palmarès

### Club

#### Competizioni nazionali
- IFA Premiership: 10

Linfield: 1977-1978, 1978-1979, 1979-1980, 1981-1982, 1982-1983, 1983-1984, 1984-1985, 1985-1986, 1986-1987, 1988-1989
- Irish Cup: 3

Linfield: 1977-1978, 1979-1980, 1981-1982
- Irish Football League Cup: 1

Linfield: 1986-1987
- Community Shield: 1

Manchester City: 1972
- County Antrim Shield: 6

Linfield: 1976-1977, 1980-1981, 1981-1982, 1982-1983, 1983-1984
Ballymena: 1975-1976
- Gold Cup (Irlanda del Nord): 7

Linfield: 1979-1980, 1981-1982, 1983-1984, 1984-1985, 1987-1988, 1988-1989, 1989-1990
- Ulster Cup: 4

Linfield: 1977-1978, 1978-1979, 1979-1980, 1984-1985
- Tyler Cup: 1

Linfield: 1980-1981
- City Cup: 1

Glentoran: 1974-1975